# Firestarter (canção)
"Firestarter" é uma canção da banda britânica de música eletrônica The Prodigy, lançada em 18 de março de 1996 como o primeiro single de seu terceiro álbum The Fat of the Land, e seu décimo single no geral. Foi o primeiro single número um do grupo no UK Singles Chart, permanecendo no topo por três semanas, e seu primeiro grande sucesso internacional, liderando as paradas na República Tcheca, Finlândia, Hungria e Noruega. Além disso, a canção conseguiu alcançar a posição de número 30 na Billboard Hot 100.
Os créditos de composição incluem Kim Deal do grupo de rock alternativo The Breeders, já que o riff de guitarra wah-wah em "Firestarter" foi sampleado da faixa "SOS" dos Breeders do álbum Last Splash. A bateria é sampleada de um remix da música "Devotion" do grupo Ten City. O sampler "hey" é da canção "Close (to the Edit)", de 1984, do Art of Noise. Os então membros Anne Dudley, Trevor Horn, JJ Jeczalik, Gary Langan e Paul Morley também recebem créditos de composição.
Após a morte de Flint em 4 de março de 2019, os fãs usaram a hashtag 'Firestarter4Number1' em várias plataformas de mídia social para replicar o sucesso da música, levando-a ao primeiro lugar novamente. Isso foi feito em respeito a Keith Flint e para aumentar a conscientização sobre o suicídio entre os homens.
A canção já foi regravada por vários artistas, incluindo Jimmy Eat World, Gene Simmons do KISS, Torre Florim do De Staat, Sepultura e Papa Roach.

## Recepção de crítica
A revista britânica Music Week classificou "Firestarter" em cinco de cinco, escolhendo-o como single da semana. Eles acrescentaram, "Retorno poderoso para os reis do techno ao vivo". Brad Beatnik da revista RM Dance Update descreveu-o como "um pedaço tipicamente abrasador de techno pesado com alguns vocais manie e uma linha de sintetizador incrível". Ele concluiu: "Direto no Top 10, sem dúvida, e destinado a ser derrotado nos clubes". Escrevendo para pitchfork.com em 2005, Jess Harvell disse: "'Firestarter' soa como Trent Reznor em um de seus raros momentos de humor autoconsciente, como o Bomb Squadem +5 com um bulldog britânico de cabelo rosa berrando sobre como ele é tufo".

## Videoclipe
O videoclipe foi dirigido por Walter Stern e filmado em um túnel subterrâneo abandonado de Londres em Aldwych.